# ستيفن جي. هال
ستيفن جي. هال (بالإنجليزية: Stephen G. Hall)‏ هو اقتصادي بريطاني، ولد في 25 ديسمبر 1953 في لندن في المملكة المتحدة.